# Las Cabañas, Chiapas
Las Cabañas är en ort i Mexiko.   Den ligger i kommunen Motozintla och delstaten Chiapas, i den sydöstra delen av landet, 800 km sydost om huvudstaden Mexico City. Las Cabañas ligger 1 769 meter över havet och antalet invånare är 270.
Terrängen runt Las Cabañas är bergig åt nordväst, men åt sydost är den kuperad. Runt Las Cabañas är det ganska tätbefolkat, med 78 invånare per kvadratkilometer. Närmaste större samhälle är Motozintla de Mendoza, 19,6 km öster om Las Cabañas. I omgivningarna runt Las Cabañas växer i huvudsak städsegrön lövskog.